# Tinhosa Grande
Tinhosa Grande ist ein zum Inselstaat São Tomé und Príncipe gehörendes, unbewohntes Eiland von etwa 20 Hektar Fläche im Golf von Guinea. Das Eiland befindet sich 123 Kilometer nordwestlich der Hauptinsel São Tomé und 23 Kilometer südwestlich der zweitgrößten Insel Príncipe. 4,2 km nördlich von Tinhosa Grande befindet sich die kleinere Insel Tinhosa Pequena.
Die Vegetation der kleinen Insel wird von trockenem Grasland dominiert, Felsen ragen bis zu 40 Meter hoch. Die höchste Erhebung erreicht 55 Meter.
Das Eiland ist deutlich von Principé aus zu erkennen  und manchmal auch von São Tomé.

## Nähe zu weiteren Inseln
- Príncipe, 23 Kilometer nordöstlich
- Tinhosa Pequena, 4,2 km westnordwestlich
- São Tomé, 123 Kilometer südwestlich